# Parker: a ferro e a fuoco
Parker: a ferro e a fuoco  (The Handle) è un romanzo hard boiled dello scrittore statunitense Richard Stark (pseudonimo di Donald E. Westlake) pubblicato nel 1966, settimo della serie dedicata a Parker.

## Trama
Texas, metà degli anni sessanta. Parker, a corto di denaro, ha la necessità di portare a termine un buon colpo e per questo decide di verificare la fattibilità di una "proposta di lavoro" di Karns, il nuovo capo dell'Organizzazione. Il colpo ha come obiettivo l'isola di Cockaigne, ossia Cuccagna, al largo della costa nel golfo del Messico, dove un certo Baron ha messo su un casinò.
L'Organizzazione vuole eliminare tutta la struttura di Baron e lascerebbe a Parker tutto il bottino.

## Edizioni
- Richard Stark, Parker: a ferro e a fuoco, traduzione di Bruno Just Lazzari, il Giallo Mondadori n. 944, 1967, Mondadori, 1967.
- Richard Stark, Parker: l'inferno in terra, traduzione di Bruno Just Lazzari, collana Supergiallo, I Grandi Maestri, n. 4, Mondadori, 2008.